# American Gods
American Gods è un romanzo fantasy dello scrittore inglese Neil Gaiman pubblicato per la prima volta nel 2001. Il romanzo ha vinto nel 2001 il premio Bram Stoker e nel 2002 il premio Nebula e il premio Hugo.
Racconta di Shadow, ingaggiato dal signor Wednesday come guardia del corpo. Ben presto, Shadow scopre che dietro il signor Wednesday si cela in realtà il dio nordico Odino che vuole riunire tutti gli antichi dèi per una grande guerra contro le nuove divinità, che vogliono prendere il loro posto nelle coscienze umane.
Nel 2003 Gaiman ha pubblicato un racconto, intitolato Il sovrano di Glen (The Monarch of Glen), che narra un'avventura di Shadow vissuta in Scozia successivamente agli eventi di American Gods.
I ragazzi di Anansi (Anansi Boys) è un romanzo dello stesso autore, ambientato nello stesso universo di American Gods e pubblicato nel 2005. L'opera non è comunque un seguito in senso stretto di American Gods, ma più uno spin-off.

## Trama
Shadow è in prigione da quasi tre anni per aver picchiato a sangue due uomini, colpevoli di essere fuggiti dopo una rapina con la sua parte del bottino. A pochi giorni dal suo rilascio viene a sapere che sua moglie Laura è morta in un incidente stradale, parte quindi per tornare a casa. Durante il viaggio in aereo si trova accanto ad uomo che si presenta con il nome Wednesday e che gli propone di lavorare per lui come guardia del corpo. Dopo un iniziale rifiuto, Shadow è costretto ad accettare quando scopre che insieme alla moglie è morto anche il suo migliore amico Robbie, proprietario della palestra che avrebbe dovuto dargli lavoro. Mentre pranzano, li raggiunge un amico di Wednesday, Mad Sweeney, un leprecauno, che dopo essersi ubriacato finisce per fare a botte con Shadow. La mattina dopo Shadow non ricorda niente, solo di aver ricevuto una moneta d'oro dal leprecauno. Prima di iniziare il lavoro per Wednesday, Shadow chiede di potersi occupare di sua moglie e così lui e Wednesday raggiungono Eagle Point. Shadow arriva alle pompe funebri e vede Audrey, la vedova di Robbie, che posa un mazzo di violette sul corpo della defunta e poi le sputa sul volto. Chiedendo spiegazioni sul gesto, scopre che sua moglie lo tradiva con Robbie. Prima di andarsene lascia nella bara della moglie la moneta d'oro, presa la sera prima. Dopo il funerale, Shadow viene rapito e portato su una limousine, dove un grasso giovane lo tempesta di domande sul suo nuovo datore di lavoro e sul suo piano, dicendogli poi di riferire un messaggio al suo capo: 
 Arrivato al motel, Shadow riferisce a Wednesday, poi va nella sua camera, trovandola occupata dalla sua defunta moglie Laura. Parlano della sua morte, del suo tradimento e lo ringrazia per la moneta d'oro. La mattina dopo Shadow e Wednesday partono per Chicago per sbrigare degli affari. Arrivano di fronte alla casa di Chernobog e delle tre sorelle Zarya, una famiglia di origine slava, amica di Wednesday. Durante la serata Wednesday chiede a Chernobog di unirsi a lui nella sua misteriosa impresa, ma questi rifiuta fermamente. Chernobog si rivolge poi a Shadow, sfidandolo ad una partita di dama. Shadow accetta, ma ad una condizione: se Chernobog perde si unirà a loro, in caso contrario potrà uccidere Shadow. Vincono una partita a testa, così Chernobog andrà con loro, ma alla fine di tutto ucciderà Shadow. Shadow e Wednesday partono per Madison, dove devono incontrarsi con alcuni sconosciuti nella House on the Rock, una famosa attrazione turistica. Entrano e durante il percorso verso la giostra più grande del mondo, incontrano Chernobog e un certo signor Nancy. Arrivati alla giostra vi salgono e questa comincia a girare, poi le luci si spengono e Shadow vede gli dèi. Nonostante l'incredulità, Shadow scopre la verità, cioè le persone che lo circondano non sono umane, ma divine: Wednesday è in realtà il dio scandinavo Odino, Chernobog il dio slavo omonimo e il signor Nancy il dio africano Anansi. Quando riprende i sensi Shadow si trova in luogo con molte persone non distinguibili e inizia la riunione. Wednesday comincia raccontando la loro storia, di come tutti quanto sono arrivati in America con gli emigrati e poi sono stati abbandonati e dimenticati dai loro fedeli. Ma adesso incombe una nuova minaccia: le nuove divinità, comandate da un certo signor World, che li vogliono distruggere: 
 Per sconfiggerli i vecchi dèi devono unirsi e agire. Mentre la riunione continua, Shadow perde i sensi e si trova di nuovo nella Sala della Giostra nella House on the Rock. Shadow viene di nuovo catturato e interrogato dagli scagnozzi del signor World, il leader della fazione nemica. Dopo un lungo pestaggio, si addormenta e viene svegliato da Laura, che ha ucciso tutte le guardie per farlo scappare, ma prima di andarsene gli confessa che vorrebbe tornare viva. Shadow cammina per ore e solo grazie ad uno dei due corvi di Odino riesce a trovare la strada: il corvo gli dice che con Wednesday si sarebbero rivisti a Cairo, la città in Illinois. Shadow noleggia una macchina e nel viaggio si ferma a dormire in un motel a Middletown. Nella stanza accende la TV, con lo spegnimento automatico, ma poco dopo il personaggio dello show si rivolge proprio a Shadow: una dea, la Televisione. Gli offre di passare dalla parte dei nuovi dèi, perché sono il futuro, ma poi la televisione si spegne e Shadow si addormenta. Il giorno dopo Shadow arriva a Cairo, dove si incontra con gli amici di Wednesday, il signor Ibis e Jacquel, che hanno un'impresa di pompe funebri e che hanno ricevuto ordine da Wednesday di ospitarlo. Una mattina durante la sua permanenza, passeggiando, Shadow incontra Mad Sweeney, completamente stravolto, che gli chiede di restituirgli la moneta d'oro, dicendo che era la moneta sbagliata, ma Shadow l'ha regalata a Laura. Il leprecauno viene trovato morto il giorno dopo.
Arriva Wednesday e riparte insieme a Shadow: durante il viaggio gli comunica che per un po' dovrà andare a vivere nella cittadina di Lakeside, perché lì sarà al sicuro e non attirerà l'attenzione. Durante il suo soggiorno nella nuova casa a Lakeside, Wednesday viene a prenderlo varie volte per farsi accompagnare durante i suoi viaggi di affari. Una volta lo porta da Easter, la dea Eostre, e la convincono ad unirsi a loro; un'altra volta vanno da Whiskey Jack, il dio pellerossa Wisakedjak, ma non riescono a convincerlo.
Quando ormai Shadow si è abituato alla vita tranquilla di Lakeside, compare in città Audrey, la moglie di Robbie, per trovare suo cugino Chad Mulligan, capo della polizia cittadina. La donna accusa Shadow dell'omicidio delle due guardie, svelando che è un evaso (ha violato i termini della libertà vigilata) e un omicida. Shadow viene quindi portato in prigione, in attesa del trasferimento nel carcere della contea. Durante l'attesa, in un episodio analogo a quello della camera del motel, la trasmissione televisiva prende vita, mostrando l'uccisione in diretta di Wednesday, in una trappola tesagli dai nuovi dèi. Shadow viene liberato da Chernobog e dal signor Nancy e insieme vanno a riprendere il corpo di Wednesday. La riconsegna avviene in campo neutrale: il centro esatto dell'America nei pressi di Lebanon (in Kansas). Arrivati, vengono accolti da una donna, di nome Media, e da altri, tra cui un amico di prigione di Shadow, Low Key, che in realtà è Loki, antico dio, schieratosi dalla parte delle nuove divinità. A mezzanotte in punto Shadow e gli altri prendono il corpo e se ne vanno. Shadow sente che deve assolutamente fare la veglia di Wednesday, che consiste nel venire impiccati all'albero del mondo, come era successo ad Odino, e rimanerci per nove giorni e nove notti. Nonostante i tentativi del signor Nancy e di Chernobog di distoglierlo da questa decisione, vanno in Virginia, dove si trova l'albero. Inizia il rito e Shadow viene legato all'albero. I giorni passano con lentezza e arriva il dolore, poi la fame, la sete, il freddo. D'improvviso tutto sparisce, Shadow si ritrova sulla via per il regno dei morti: lungo la strada Shadow scopre di essere il figlio di Odino e arriva fino al giudizio finale della sua anima e delle sue azioni. Al cospetto di Anubi, che è il signor Jacquel, e di Thoth, il signor Ibis, il suo cuore viene messo su una bilancia con una piuma: se i suoi peccati sono più pesanti della piuma, la sua anima e il suo cuore finiranno in pasto ad Ammet, il mangiatore di anime. Il cuore e la piuma restano in equilibrio, dando quindi la possibilità a Shadow di scegliere la propria destinazione: Inferno, Paradiso e Purgatorio. Shadow si dice stanco, scegliendo così l'oblio nel nulla assoluto.
Intanto la battaglia finale fra i vecchi e nuovi dei sta per avere inizio presso la Lookout Mountain. Easter, insieme ad Horus, si reca all'albero del mondo e riporta in vita Shadow, il quale in un sogno aveva capito la truffa che era in atto. È arrivato il momento decisivo della battaglia e lui deve fare la sua parte. Shadow si reca quindi al campo di battaglia e qui trova Loki sdraiato per terra, colpito mortalmente da Laura, e nell'ombra sente la voce e la presenza di Wednesday.
Shadow corre verso il campo di battaglia, nel quale gli dèi stanno per scontrarsi, e arriva in tempo per svelare la truffa: Odino, che si nutre delle morti che gli vengono dedicate in guerra, aveva bisogno di nutrimento in quella terra dove gli dèi venivano dimenticati. Insieme a Loki, che aveva impersonato anche il signor World, avevano escogitato un piano per far massacrare tra loro le divinità e trarre nutrimento dalle morti e dal caos. Per fare tutto questo serviva il figlio di Odino, ragion per cui i due hanno provocato la morte di Laura e Robbie: privato della famiglia e del lavoro all'uscita di prigione, Shadow si sarebbe lasciato coinvolgere da Wednesday. Shadow riesce così a fermare la guerra e lo spargimento di sangue.
Tornato dove ha trovato il cadavere di Loki, Shadow trova anche Laura che è rimasta ferita nello scontro con il dio e desidera solo ritrovare la pace; l'uomo la accontenta staccando la moneta che porta al collo. A Shadow non resta quindi che saldare il suo debito nei confronti di Chernobog, ma il dio decide di risparmiarlo, in quanto in quel giorno aveva assunto le sembianze di Bielebog, la sua controparte buona.
Shadow visita l'Islanda, dove incontra un'altra incarnazione di Odino, creata dalla fede degli antichi islandesi. Shadow accusa Odino delle azioni di Wednesday, ma questi replica che, se anche Wednesday era lui, lui non è Wednesday. Shadow finisce col regalare a Odino l'occhio di vetro dell'incarnazione americana.

### Gli arrivi in America
Nel corso dello svolgimento della storia principale, vengono inserite quattro storie (sotto forma di storie scritte dal signor Ibis) che narrano come alcuni dèi sono arrivati in America molti anni fa.
- 813 d.C. Una nave, partita dalle terre scandinave, invocando la benevolenza del Padre Universale, arriva in America dopo un brutto e lunghissimo viaggio. Qui gli uomini non trovano niente e nonostante il sacrificio di uno scraeling (un nativo di quelle terre) a Odino, passano un inverno lungo e freddo, fatto di fame, ma si rallegrano al pensiero del ritorno a casa in primavera. Gli indiani li attaccano e bruciano la loro unica nave, così sono costretti a restare con i loro dèi in attesa dei prossimi ad arrivare.
- 1721 La storia di come i pixies e tutte le leggende e le figure della mitologia celtica arrivano in America grazie ad un'astuta ragazza inglese, Essie Tregowan, che per scaramanzia metteva sempre fuori dalla finestra del latte o della birra o una pagnotta. Essie arriva in America perché condannata all'esilio a vita dall'Inghilterra, per aver rubato nella casa in cui faceva la domestica. Dopo molti anni difficili per via dei molti lutti che la perseguitano, quando ormai è vecchia e la sua terra, la Cornovaglia, e tutta la sua vita sono solo ricordi lontani, arriva una delle creature in cui ha sempre creduto e se la porta via dolcemente.
- 1778 Due gemelli africani, Wututu, la femmina e Agasu, il maschio, vengono venduti dallo zio a un mercante di schiavi e arrivano così in America, portandosi dietro i loro dèi. Vengono divisi e non si rivedranno mai più, almeno da vivi. Agasu, che prende il nome prima di Inky Jack, poi di Hyacinth e infine di Grande Monco (per via dell'assenza del braccio destro) muore durante una rivolta di schiavi e sul quel campo di battaglia non c'era più lui, ma Elegba che si era impossessato di lui. Quando muore Agasu, la sorella Wututu, chiamata prima Mary e poi Sukey, sente la lama dentro di sé e capisce l'accaduto. Lei vive una vita lunga come domestica e cerca di insegnare tutto il suo grande sapere ad una giovane americana, ma senza successo, poiché lei vede solo l'uso che può fare del sapere e non il vero significato, ciò che ha valore. E poi muore dolcemente mentre ha la visione del fratello verso il quale allunga la mano.
- 14.000 a.C. Racconta la storia di un dio, delle persone che in lui credevano, e del lungo viaggio che fanno per arrivare nella nuova terra, l'America. Il dio Nunyunnini li avverte di lasciare la loro terra per via di una catastrofe in arrivo e così partono attraverso i ghiacci. Passa molto tempo, la glaciazione comincia e finisce, e nascono molte tribù con nuovi totem e presto il dio Nunyunnini smette di parlare agli uomini. Molto tempo dopo, alcuni guerrieri si imbattono nell'antica caverna nella quale si erano accampati gli appartenenti al Popolo Originario, dove trovano il cranio di un mammut (il dio Nunyunnini), ciò che restava della sua pelle, una tazza di legno e un cranio. Alcuni tentano di rubare quegli dèi per appropriarsi del potere, altri sono contrari e alla fine gettano tutto in un dirupo e così Nunyunnini viene completamente dimenticato.

## Le nuove divinità
Neil Gaiman per la sua storia crea delle nuove divinità, i nuovi dèi che cercano di distruggere quelli vecchi per prenderne il posto nelle coscienze umane. Comunque le divinità che hanno un ruolo nella storia non sono molte:
- Un ragazzo grasso, chiamato "Ragazzo tecnologico", che sequestra Shadow per interrogarlo. Lo ritroviamo poi alla riconsegna del corpo di Wednesday. Alla fine viene ucciso dal signor World poiché voleva tirarsi indietro dalla battaglia e quando la lama affonda sotto il mento, quello che esce dal suo corpo non è veramente sangue e si sente un crepitio dietro agli occhi e un odore di fili elettrici bruciati.
- Durante una notte in un motel, mentre è in viaggio per Cairo, Shadow accende la TV e la protagonista dello show trasmesso, ad un certo punto, si rivolge a lui e gli chiede di schierarsi dalla loro parte e gli offre tutto quello che desidera. Si presenta così:

     Però poi lo spegnimento automatico fa oscurare lo schermo e la dea se ne va.
- Al motel della riconsegna del corpo di Wednesday, Shadow, accompagnato dal signor Nancy e da Chernobog, trova ad aspettarlo una dea, Media. Anche lei propone a Shadow di unirsi a loro in cambio della realizzazione di ogni suo desiderio.
- Del signor World non si sa molto. Solo che tutti i nuovi dèi sono ai suoi ordini e che li ha radunati tutti per distruggere le antiche divinità. Alla fine scopriamo che lui non è altri che Loki in combutta con Odino per la distruzione di tutti quanti gli dèi; non importa chi vive o chi muore, se le nuove divinità o le vecchie, l'unica cosa importante è il massacro e il nutrimento che avrebbe ricevuto Odino dai molti morti e Loki dal caos creato. Viene ucciso da Laura che per trafiggere lui, uccide anche se stessa.
- Ci sono anche degli scagnozzi che non sono propriamente dèi, ma lavorano per il signor World ed eseguono i suoi ordini senza domandare. Incontriamo il signor Wood e il signor Stone, quando Shadow viene rapito dopo la riunione nella Sala di Odino. Il signor Stone lo interroga, mentre il signor Wood lo pestava a sangue. I due vengono poi uccisi da Laura per farlo scappare. Il loro collega il signor Town è convinto che a ucciderli sia stato Shadow; infatti prova per lui un profondo odio che gli confessa, quando si incontrano al motel della riconsegna del corpo di Wednesday. Alla fine viene ucciso con l'inganno da Laura, la stessa che ha ucciso i colleghi.

## La serie Amazon Prime
A luglio del 2014 l'emittente televisiva statunitense Starz ha annunciato la produzione di American Gods, serie TV totalmente basata per l'appunto sull'omonimo romanzo e realizzata da Bryan Fuller e Michael Green. La serie ha debuttato con i primi otto episodi il 30 aprile 2017 sul canale via cavo Starz. Il giorno successivo è stata distribuita da Amazon Video sul mercato internazionale. La seconda stagione, sempre di otto episodi, è stata distribuita su Amazon Prime dall'11 marzo al 29 aprile 2019. La terza stagione, composta da dieci episodi, è stata trasmessa negli Stati Uniti da Starz, dal 10 gennaio al 21 marzo 2021. In Italia gli episodi sono stati pubblicati il giorno successivo su Prime Video.

## La graphic novel
Nel 2017 la Dark Horse ha pubblicato un adattamento a fumetti del romanzo, edito in Italia nel 2018 da Arnoldo Mondadori Editore, nella collana Oscar Ink, con i testi di Neil Gaiman e Philip Craig Russell e le illustrazioni di Scott Hampton.

## Musica
Dal romanzo e dalla serie è ispirata una canzone dei Blind Guardian dell'album The Gods Machine.

## Edizioni
- Neil Gaiman, American Gods, collana Piccola biblioteca oscar, traduzione di Katia Bagnoli, Arnoldo Mondadori Editore, 15 aprile 2003, ISBN 978-88-04-52083-2.
- Neil Gaiman, American Gods, collana Oscar fantastica, traduzione di Katia Bagnoli, Arnoldo Mondadori Editore, 28 ottobre 2016, ISBN 978-88-04-67237-1.
- Neil Gaiman, American Gods, collana Oscar Draghi, traduzione di Katia Bagnoli, illustrazioni di Dave McKean, Arnoldo Mondadori Editore, 15 maggio 2018, ISBN 978-88-04-68610-1.